# The Legend of Zelda: A Link to the Past / Four Swords
Vous lisez un « bon article » labellisé en 2017.
Pour le jeu original sorti sur Super Nintendo, voir The Legend of Zelda: A Link to the Past.
The Legend of Zelda: A Link to the Past / Four Swords (ou simplement A Link to the Past et Four Swords) est un jeu vidéo d'action-aventure développé par Flagship, sous la supervision de Nintendo et édité par ce dernier sur Game Boy Advance en 2002. C'est la réédition sur portable du jeu A Link to the Past sorti en 1991 sur Super Nintendo et le neuvième jeu de la série The Legend of Zelda. La cartouche comporte un second jeu inédit de l'univers Zelda uniquement multijoueur en réseau local, intitulé The Legend of Zelda: Four Swords.
A Link to the Past se déroule dans un univers d'heroic fantasy affiché en vue de dessus dans lequel le joueur dirige un personnage. Link combat Agahnim, Ganon, puis délivre la princesse Zelda et obtient la Triforce. Depuis sa sortie en 1991, le jeu est considéré comme l'un des meilleurs jeux de la série Zelda et de tous les temps. Ce portage au pixel près ne comporte que de très légères modifications de son gameplay. Le jeu propose un niveau et une quête secondaire supplémentaires, et la bande-son a été remaniée, Link pouvant pousser des cris, repris du jeu d'Ocarina of Time.
The Legend of Zelda: Four Swords adapte en multijoueur le gameplay d'A Link to the Past et reprend les visuels de The Wind Waker. Il propose des mécanismes de jeu oscillant entre coopération et compétition et les déplacements libres laissent place à des enchainements de niveaux générés procéduralement. La princesse Zelda est enlevée par Vaati, qui veut l'épouser. Cependant, Link obtient l'épée de Quatre qui lui permet de se dupliquer en quatre héros et vaincre Vaati.
A Link to the Past / Four Swords est très bien accueilli par la presse spécialisée, qui apprécie la conversion d'un jeu historique, mais aussi le nouveau module multijoueur faisant la part belle entre coopération et compétition dans l'univers d'Hyrule. Le jeu est réédité en 2006 dans la gamme Player's Choice. À l'occasion des 25 ans de la série, un remake de Four Swords est temporairement édité en téléchargement gratuit sous le titre The Legend of Zelda: Four Swords Anniversary Edition, sur Nintendo 3DS, Nintendo DSi et DSi XL fin 2011 jusqu'à début 2012. Le jeu est temporairement réédité gratuitement uniquement aux États-Unis sur les mêmes plates-formes au début de l'année 2014. Ce jeu permet en particulier le jeu en solo en contrôlant deux personnages à la fois.
Premier jeu multijoueur de la série Zelda, Four Swords est le départ d'une série centrée sur le jeu à plusieurs et sur l'épée de Quatre. Il est suivi par Four Swords Adventures en mars 2004 dont il sert même de base et The Minish Cap en novembre 2004, mettant en lumière les évènements se déroulant avant ceux de Four Swords.

## Vue d'ensemble
The Legend of Zelda: A Link to the Past / Four Swords est la réédition sur Game Boy Advance du jeu A Link to the Past sorti en 1991 sur Super Nintendo. Ce portage au pixel près ne comporte que de très légères modifications de son gameplay.
La cartouche comporte un second jeu inédit de l'univers Zelda uniquement multijoueur en réseau local, intitulé The Legend of Zelda: Four Swords. Ce module multijoueur n'est jouable qu'en reliant plusieurs Game Boy Advance entre elles grâce à un ou plusieurs câbles link.
La conversion et le jeu inédit sont réalisés par Flagship, sous la supervision de Nintendo,, et c'est le neuvième jeu de la série The Legend of Zelda.

## Spécificités d'A Link to the Past

### Description du jeu original
The Legend of Zelda: A Link to the Past (ou simplement A Link to the Past, ALttP, et parfois Zelda III) est un jeu d'action-aventure développé et édité par Nintendo le 21 novembre 1991 au Japon sur Super Nintendo, puis en avril 1992 aux États-Unis et en septembre 1992 en Europe. Il s'agit du troisième épisode de la série The Legend of Zelda,.

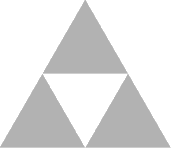
Dans A Link to the Past, Link combat Agahnim, Ganon, puis délivre la princesse Zelda et obtient la Triforce.

Dans un univers de fantasy appelé Hyrule, Link doit trouver les trois pendentifs magiques afin d'obtenir l'épée Excalibur, puis délivrer les sept descendantes des sept sages (dont la princesse Zelda) et vaincre Ganon, dans le but de récupérer la Triforce et ramener la paix dans le royaume. Durant le jeu, Link se déplace dans une carte du monde affichée en vue de dessus, mais explore également plusieurs donjons labyrinthiques souterrains. Le royaume d'Hyrule est habité par de nombreux monstres que Link doit combattre, et recèle de nombreux secrets et énigmes à résoudre, ce qui permet à Link de découvrir des objets utiles à son avancement dans la quête ou des armes améliorant ses capacités. L'exploration et la découverte de secrets sont le cœur de l'expérience de jeu,,.
A Link to the Past est développé par Nintendo, notamment Shigeru Miyamoto, Takashi Tezuka, Kensuke Tanabe, Yoshiaki Koizumi, et Koji Kondo, qui réalise la bande son. L'équipe, réduite au départ jusqu'à la sortie de Super Mario World, bénéficie des capacités de la Super Nintendo, bien supérieures à celle de la NES, qui lui permet de développer un univers plus grand, plus beau et plus précis, mais moins ouvert. L'équipe décide de revenir à la vue de dessus adoptée dans le premier opus et opte pour un univers double, sombre et lumineux, quasiment identique des deux côtés. Les capacités de Link sont considérablement améliorées : par exemple, il peut se diriger en diagonale ou dispose de nombreuses attaques à l'épée ainsi qu'une attaque secondaire. L'accent est mis sur la progressivité entre le scénario et l'obtention d'armes de plus en plus puissantes. La sortie du jeu, prévue pour coïncider avec celle de la console Super Nintendo, est finalement reportée d'un an,.
Lors de sa sortie, A Link to the Past est acclamé par la presse spécialisée et obtient de très hautes notes. Tous les observateurs voient un jeu superbe avec un univers immense et une aventure « hors du commun », même si une petite partie des critiques relève un manque d'innovations pouvant gêner certains joueurs, mais aussi des graphismes efficaces mais restant assez simples. Le jeu est largement qualifié de « chef-d’œuvre » dès sa sortie et devient dès lors un classique du jeu vidéo,,,,,,. Rétrospectivement, il est souvent considéré comme un des meilleurs jeux vidéo de tous les temps,,,. De plus, plusieurs thèmes musicaux issus du jeu sont repris dans les suites de la série et deviennent également des classiques de la musique vidéoludique,,.
A Link to the Past est adapté au Japon de 1997 à 2000 dans deux versions sur Satellaview, le périphérique de la Super Famicom. Il est réédité sur Game Boy Advance en 2002, développé par Flagship, sous le titre The Legend of Zelda: A Link to the Past / Four Swords, et contient le jeu uniquement multijoueur intitulé The Legend of Zelda: Four Swords. Le jeu est par la suite commercialisé sur les consoles virtuelles de la Wii en 2007, de la Wii U en 2013 et celle de la New Nintendo 3DS en 2016. Le jeu sert également d'inspiration pour The Legend of Zelda: A Link Between Worlds sur la console portable Nintendo 3DS, qui en reste considéré comme une suite,,,,. En outre, A Link to the Past est un jeu largement imité de près ou de loin par la concurrence,,. Le jeu possède une scène amateur qui crée des versions pirates modifiées du jeu ou qui s'adonne au speedrun,,,,.

### Améliorations apportées au portage
Le portage d'A Link to the Past réplique fidèlement les visuels au pixel près et le gameplay de son modèle et se joue uniquement en solo,. La taille réduite de l'écran de la console portable Game Boy Advance a obligé l'utilisation d'un effet de scrolling absent de l'original sur Super Nintendo.
Un nouveau donjon a été ajouté, accessible uniquement quand le jeu principal A Link to the Past et le module multijoueur Four Swords sont terminés. Une nouvelle quête secondaire appelée quête des énigmes est disponible quand le joueur a obtenu dix médailles dans Four Swords. Quelques textes ont légèrement été remaniés. La bande-son a légèrement été modifiée, tirant partie des capacités de la plate-forme, notamment de la stéréo. Les bruitages sont plus marqués, Link se voit notamment doté de cris et de grognements, issus des précédents épisodes sortis sur la Nintendo 64, Ocarina of Time et Majora's Mask,,. Les flèches peuvent maintenant briser les poteries et la lanterne peut blesser les ennemis. Un arbre qui donnait indéfiniment des rubis a été modifié pour éviter ce problème, en offrant une fée régénératrice de vie. La configuration des boutons est logiquement différente en raison du nombre et du placement différents de ceux-ci sur la portable, comparativement à la manette de la Super Nintendo.
Ce portage permet également de sauvegarder la partie à n'importe quel moment. Le contrôle du contraste et le mode veille sont aussi des fonctionnalités apportées par la plate-forme Game Boy Advance.

## Spécificités deFour Swords

### Trame

#### Chronologie et placement dans la série
The Legend of Zelda: A Link to the Past / Four Swords est le neuvième jeu de la série du même nom. Les évènements qui se déroulent dans The Legend of Zelda: Four Swords prennent place avant ceux d'Ocarina of Time et après The Minish Cap (sortis en 2004). Le jeu se situe chronologiquement à la fin de l'univers principal de la série,.

#### Univers
Four Swords se déroule dans le royaume d'Hyrule. Dans cet épisode, cette contrée est constituée de trois grandes régions, appelées la Mer d'arbres, la Cave croulante et la Montagne de la mort. Chacun de ces lieux est protégé par une grande fée. La Mer d'arbres, riche et fertile, est composée d'une forêt luxuriante, dense et sauvage, et labyrinthique. La Cave croulante est une série de grottes abyssales gelées, sujettes à des mouvements tectoniques. La Montagne de la mort, et ses nombreuses chutes de rochers, est composée de cavernes au contenu changeant et imprévisible, dans lesquelles la lave coule à flots par les tunnels qui les relis, et où pullulent des lacs de magma et des pièges brûlants. Par ailleurs, le palais des vents, le repère de Vaati, est situé haut dans le ciel.

#### Personnages
Link est le héros de l'intrigue, un jeune garçon courageux, en qui la princesse Zelda a toute confiance. Peu de choses sont connues à son sujet, mais il semblerait qu'il soit un descendant du héros également appelé Link qui a déjà vaincu Vaati de nombreuses années auparavant (dans le jeu The Minish Cap, sorti en 2004). Dans cet épisode, l'épée de Quatre qu'il acquiert lui confère un don d'ubiquité qui lui permet de créer quatre copies de lui-même.
La princesse Zelda est la descendante de la grande lignée de princesses du royaume d'Hyrule et depuis plusieurs générations, elles ont pour mission de protéger l'épée de Quatre et le temple dans lequel elle repose. Comme ses ancêtres, elle est dotée d'un pouvoir lui permettant de ressentir les effets du mal et les complots qui se trament contre cette épée magique.
Il existe trois grandes fées, qui protègent chaque zone du royaume, respectivement la grande fée de la forêt qui surveille la Mer d'arbres, la grande fée de glace qui protège la Cave croulante et la grande fée des flammes qui préserve la Montagne de la mort.
Vaati est l'antagoniste principal de la série de jeux Four Swords, et comme Ganon, il apparaît sous différentes formes. Il est tout d'abord un Minish (une race de créatures s'apparentant à des fées), qui trahit son maître nommé Exelo, en dérobant sa casquette magique et en le transformant en chapeau magique. Vaati se proclame alors sorcier. Dans les jeux Four Swords, il est représenté dans sa forme originale de Minish, mais aussi dans sa forme de sorcier, ainsi que dans trois variations différentes de son état démoniaque, où il ressemble à un œuf avec un globe oculaire,. Dans le jeu Four Swords, il est visible sous deux formes d’œuf maléfique avec un œil. Bien qu'il n'ait aucun souvenir de son passé de Minish, Vaati a gardé son caractère tyrannique et violent. Il se fait appeler Vaati, le grand mage du vent.

#### Scénario et déroulement des événements

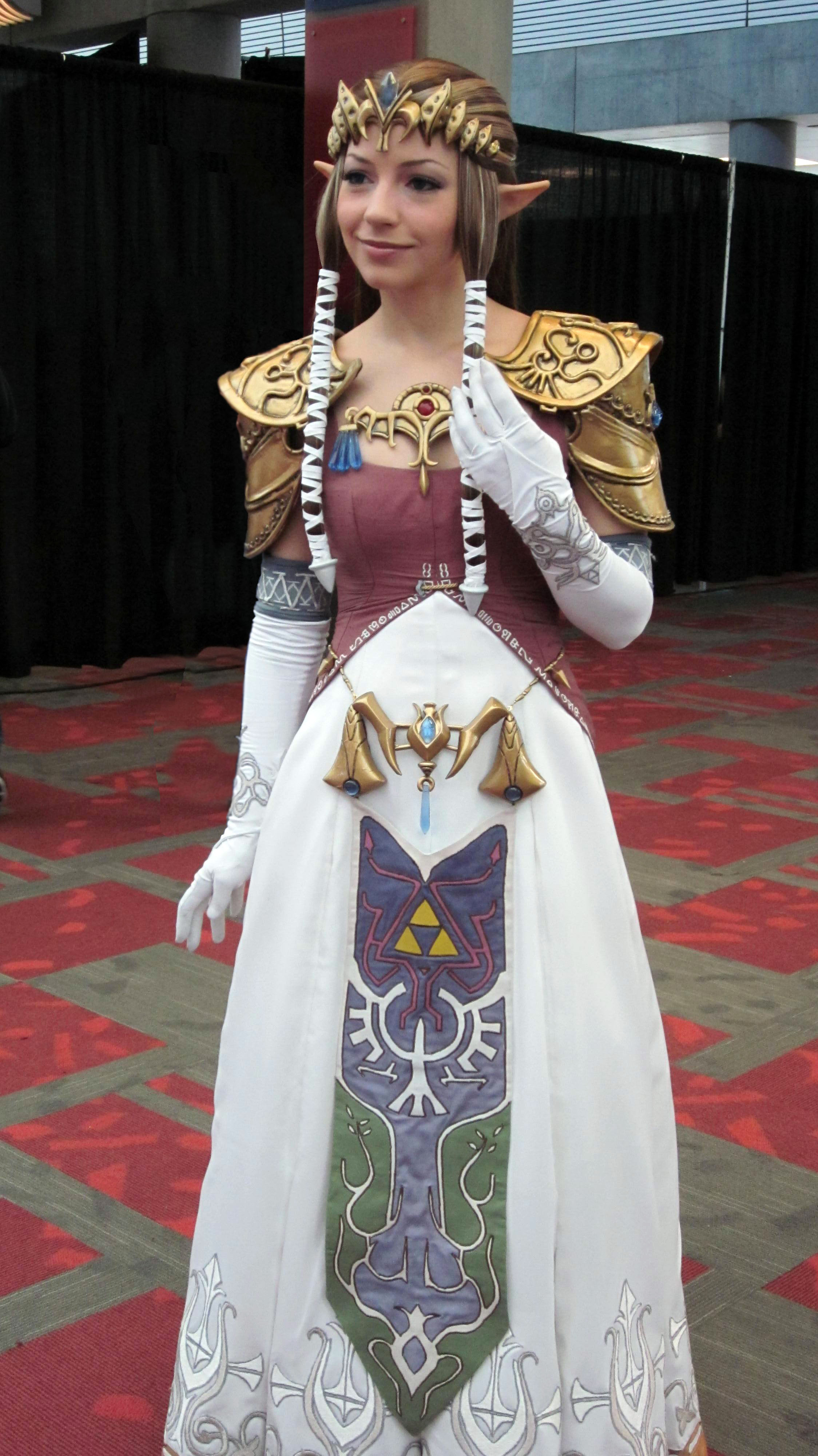
La princesse Zelda est enlevée par le grand mage des vents Vaati, qui veut l'épouser.

Il y a très longtemps, Vaati, qui a précédemment été vaincu par Link (dans le jeu The Minish Cap), réapparaît dans le royaume d'Hyrule, maitrisant la puissance du vent. Ce pouvoir immense lui permet de terroriser de nombreux villages du royaume, parmi lesquels il kidnappe toutes les plus belles filles qui lui plaisent. Les plus valeureux hommes d'Hyrule le défient, mais tous succombent face à sa puissance. Alors que tout le monde commence à perdre espoir, un jeune garçon voyageant seul apparait, uniquement muni d'une épée, et décide d'affronter ce mage dans son palais. Il parvient à le vaincre et réussit à le sceller dans son épée. Puis, il libère les filles qui rentrent dans leur village, et disparait. Les jeunes filles ainsi sauvées racontent qu'un seul mouvement de son épée lui a permis de créer quatre copies identiques de lui-même, qui ont ainsi pu lutter et vaincre ensemble leur adversaire. Le peuple d'Hyrule a du mal à croire à cette histoire, mais construit tout de même un temple pour y placer l'épée, qui est alors appelée l’épée de Quatre.
Zelda, la princesse du royaume d'Hyrule, possédant la capacité de détecter les forces maléfiques, se voit attribuer la tâche de protéger le palais et l’épée de Quatre. Un jour, alors qu'elle est au château d'Hyrule, elle sent qu'il se passe quelque chose d'inhabituel autour du palais et de l'épée. Elle demande alors à son ami Link, en qui elle a toute confiance, de l'accompagner pour enquêter sur les éléments troubles qu'elle a ressenti. Lorsque la princesse et Link arrivent auprès de l'épée, Vaati, qui s'est échappé de celle-ci, survient, enlève la princesse et l'emmène dans son palais des vents flottant dans le ciel, avec pour dessein de l'épouser. Poussé par une fée mystérieuse, Link retire alors l'épée magique et se duplique en quatre héros identiques.
Link et ses doubles traversent les trois zones d'Hyrule, en déjouant les pièges et les énigmes et en récupérant les différentes clefs et les médailles du courage grâce aux rubis obtenus et à ses victoires sur chacun des boss. Les protagonistes atteignent Vaati, terré dans son palais des vents, réussissent à le vaincre. Ils l'enferment à nouveau dans l'épée de Quatre, puis libèrent la princesse Zelda.

### Système de jeu

#### Généralités et reprise du concept d'A Link to the Past
The Legend of Zelda: Fours Swords est un jeu d'action-aventure uniquement jouable en multijoueur en réseau local, de deux à quatre joueurs, qui incorpore des éléments de jeu de rôle,. C'est un jeu inédit au système de jeu similaire à celui d'A Link to the Past, mais qui propose aux joueurs aussi bien des aspects de coopération que de compétition. Par ailleurs, les graphismes sont basés sur ceux en cellshading du jeu The Wind Waker qui sort à la même époque sur GameCube,,,.
Chaque joueur contrôle un personnage de couleur différente (vert, rouge, bleu et violet), le déplace sur une carte du monde en vue de dessus, combat les ennemis qui se présentent, et résout les énigmes proposées permettant son avancement,. À l'instar d'A Link to the Past, les joueurs peuvent ramasser divers items cachés dans des coffres, dans des poteries, sous des herbes, ou laissés derrière eux par les monstres quand ils meurent. Le jeu utilise le système de barre de vie classique, représentée comme à l'accoutumée dans les jeux Zelda par des cœurs. Chaque fois qu'un des personnages est touché par un ennemi, il perd un certain nombre de cœurs et meurt quand sa jauge est vide. Les joueurs peuvent régénérer la vie des personnages grâce à des cœurs ou à des fées également cachées. Si l'un des personnages meurt, il peut être ramené à la vie en échange de cinquante rubis au départ du jeu, le coût augmentant au fur et à mesure des disparitions successives. Le joueur peut augmenter sa capacité de vie grâce à des quarts de cœurs qu'il peut glaner au fil de l'aventure. Link peut également converser avec des personnages non-joueurs, pousser des objets, les ramasser et les jeter, ou encore nager.

#### Structure des niveaux
Dans Four Swords, les joueurs ne font pas librement évoluer leur personnage dans un overworld, dans la grande plaine d'Hyrule, comme dans les précédents jeux de la série, mais déplacent un curseur de sélection sur un écran carte qui permet choisir le niveau désiré. Un premier niveau, appelé le temple du savoir, sert de didacticiel aux autres niveaux. Il propose un entrainement à tous les items et des exemples d'énigmes que les joueurs vont rencontrer dans le jeu. Link et ses copies doivent résoudre trois quêtes, représentées par trois niveaux s'apparentant à des séries de salles de donjons.
Chacun de ces niveaux correspond aux zones d'Hyrule, la Mer d'arbres, la Cave croulante et la Montagne de la mort. Chaque zone est divisée en quatre niveaux, eux-mêmes divisés en deux sous-parties. Dans ces niveaux, les joueurs doivent récupérer le maximum de rubis, dans le but d'obtenir des clefs auprès des grandes fées gardant chaque zone. Link et ses coéquipiers obtiennent donc une clef unique à chaque fin de niveau grâce à une quantité de rubis de plus en plus importante (1 000, 3 000 et 5 000), soit une clef d'argent, puis une clef d'or et une clef du héros. Cette dernière permet alors accéder au palais des vents, le quatrième et dernier niveau. Il est composé de quatre niveaux et d'autant de boss. Link doit affronter l'antagoniste principal et boss final nommé Vaati, ainsi que son double.
La configuration des donjons, des énigmes et les ennemis, sont générés procéduralement, en fonction du nombre de joueurs et des couleurs choisies. Chaque nouvelle partie propose des donjons inédits également générés procéduralement rendant chaque séance de jeu inédite,. La difficulté de jeu et le niveau de complexité des énigmes augmentent au fur et à mesure que les joueurs progressent dans le jeu.
Bien que le gameplay limite les joueurs dans ce choix tactique, ils peuvent décider d'avancer seul et réaliser la quête tout seul sans attendre les coéquipiers. Ce choix est possible car chaque joueur joue sur l'écran de sa propre console, sans être obligé de rester sur le même écran de jeu que ses coéquipiers,.

#### Nouvelles capacités
Dans Four Swords, les joueurs doivent élucider des énigmes typiques des jeux Zelda, mais font également face à des difficultés et problèmes inédits dans la série. De nombreux items d'A Link to the Past, comme l'épée et le bouclier, les bombes, le boomerang, les bottes de Pégase et l'arc sont repris et quelques nouveaux objets apparaissent, conférant aux personnages joueurs de nouvelles compétences,,. En l'occurrence, le bonnet appelé chapeau de nabot permet de rétrécir et s'introduire dans de petits espaces,. Il est possible et faire passer ses coéquipiers au-dessus d'un gouffre grâce à un gant magnétique (appelé magnéto-gant). La cape roc permet de sauter et de planer un court instant au-dessus des précipices. Chaque joueur ne peut porter qu'un seul item à la fois en plus de l'épée, ce qui l'oblige à abandonner le précédent objet.
Les capacités de Link et de ses doubles ont également évolué. Les joueurs peuvent par exemple frapper épée contre épée pour faire des étincelles et allumer une torche, frapper à l'épée pour faire écrouler un mur, écarteler un ennemi en tirant de chaque côté de celui-ci, ou faire une courte échelle pour passer certains murets,. La résolution des énigmes est axée sur la coopération et la complémentarité. Les joueurs peuvent porter un de leurs coéquipiers et le jeter dans un endroit inaccessible pour débloquer la situation, appuyer simultanément sur des interrupteurs, tirer en coopération sur des poignées ou pousser en même temps des blocs,. Un item particulier peut être nécessaire pour résoudre un problème, mais l'intervention des autres joueurs peut également être indispensable. De plus, certains ennemis ne peuvent être éliminés qu'en coopération entre joueurs, y compris les boss.
Plus un personnage joueur obtient de graines mystiques (cachées ou abandonnées par les ennemis), plus ses capacités augmentent (vitesse, déplacement, dégâts infligés et endurance). Link peut donc ramasser des graines rasoirs augmentant le tranchant de son épée, des graines armures augmentant sa défense et des graines Pégases augmentant sa vitesse.

#### Rubis et médailles

Dans Four Swords, les rubis sont disponibles en plusieurs couleurs et plusieurs tailles apportant différentes sommes. Ils servent à de nombreux mécanismes de jeu, comme ressusciter des personnages, débloquer des éléments dans le jeu ou des objets.

Les joueurs peut ramasser des rubis de différentes couleurs disséminés ou cachés dans les niveaux, qui lui permettront de réaliser plusieurs choses dans le jeu. Il existe deux tailles de rubis verts, bleus et rouges, qui rapportent de 1 à 200 rubis. Les fragments de rubis jaunes donnent 500 rubis quand quatre d'entre eux sont réunis. Les joueurs obtiennent un bonus de rubis en fonction de la rapidité avec laquelle le niveau a été terminé. Si la barre de vie de tous les personnages engagés dans la partie est pleine, la fièvre des rubis permet au rubis de valoir deux fois leur valeur initiale. Durant cette période, une musique rythmée est jouée. De plus, certains ennemis appelés spectres du rubis peuvent voler des rubis quand un des personnages joueurs est touché ou blessé par l'un d'eux. Les rubis sont stockés dans une cagnotte commune durant la partie et à la fin de chaque niveau, le joueur obtenant le plus de rubis est déclaré vainqueur du niveau.
Chaque joueur devant obtenir le plus de rubis possible, les ramasser peut se faire au détriment des coéquipiers, en se précipitant pour dérober un coffre que ceux-ci ont obtenu ou ouvert, en les frappant, ou les lançant sur des plates-formes inaccessibles et récolter leur butin à leur place. Fours Swords propose donc une mécanique de jeu qui oscille là aussi entre coopération et compétition.
Le joueur qui a amassé le plus de rubis à chaque fin de zone, obtient une médaille du courage. Dix médailles permettent d'obtenir dans le jeu principal A Link to the Past une nouvelle quête secondaire appelée quête des énigmes. Le bûcheron des bois perdus offre une nouvelle technique à l'épée, appelée épée tornade, si le joueur obtient trois objets que sont le filet à papillons, la poudre magique et les bottes de Pégase. Un nouveau donjon est également déblocable dans A Link to the Past quand le joueur a terminé l'aventure solo et vaincu Vaati dans le module multijoueur. Le donjon, appelé palais de l'épée de Quatre, est accessible dans la pyramide située dans le Monde des ténèbres. Chaque technique à l'épée obtenue dans A Link to the Past est disponible dans le jeu multijoueur,.

## Développement
The Legend of Zelda: A Link to the Past / Four Swords est développé par Flagship,, sous la supervision de Nintendo, en particulier par Minoru Narita, Yoichi Yamada, Takashi Tezuka et Yoshikazu Yamashita de la division Nintendo EA&D,. Flagship commence le développement du jeu The Minish Cap en 2001, mais ce projet est mis en pause, afin de récupérer du personnel pour concevoir A Link to the Past / Four Swords, notamment Hidemaro Fujibayashi à la réalisation.
Flagship réutilise le code original produisant les visuels d'A Link to the Past. Seules quelques légères modifications ont été apportées au jeu dans son gameplay et à la bande-son, qui se voit augmentée de plusieurs effets, le personnage de Link peut notamment crier. Les sons proviennent du jeu Ocarina of Time. Le rajout de voix est une pratique déjà réalisée par Nintendo, dans les précédents portages des jeux Super Nintendo sur la Game Boy Advance.
Les graphismes de Four Swords diffèrent de ceux d'A Link to the Past et sont similaires à ceux de The Wind Waker, édité quelques mois après. Le choix d'appliquer au module multijoueur la charte graphique en cellshading de ce jeu vient de la volonté de Shigeru Miyamoto, qui désire conserver une cohérence visuelle, notamment l'apparence de Link, dans les nouveaux jeux de la série sortant à cette époque.
Face à la quantité importante de niveaux créés, l'équipe décide de centrer le gameplay de Four Swords sur cet aspect. Nintendo suit aussi l'avis général des joueurs japonais qui s'avèrent ne pas aimer passer trop de temps sur un jeu trop long, et s'oriente donc vers un système d’enchainement de niveaux à terminer. Les développeurs conçoivent les niveaux de Four Swords de sorte qu'ils ajustent les énigmes au nombre de participants, grâce à la technique de la génération procédurale. Si deux ou quatre joueurs sont connectés, la résolution d'un problème n'implique alors que deux ou quatre personnages,. Flagship et Nintendo décident d'axer le module sur la coopération, permettant aux personnages de d'avancer dans le jeu, notamment en obligeant les joueurs à résoudre des énigmes basées sur la complémentarité entre-eux,.
Lors de sa création Four Swords n'est pas prévu pour être le premier jeu de cette sous-série consacrée à l'épée de Quatre, son histoire est pourtant à cette époque considérée comme le début du récit commun de ces aventures. Durant le développement, Nintendo prévoit une fonctionnalité, qui ne sera par la suite pas retenue, permettant de relier le jeu avec The Wind Waker sur GameCube, sans pour autant dévoiler le contenu de celle-ci.
Le jeu est pour la première fois dévoilé lors de l'E3 2002 par le créateur et personnage phare de la série Shigeru Miyamoto. Il effectue une démonstration du module multijoueur, jouant avec les personnalités de Flagship, Namco et Amusement Vision (Sega), respectivement Yoshiki Okamoto, Kaneto Shiozawa, et Toshihiro Nagoshi. Il est alors provisoirement intitulé The Legend of Zelda GBA.

## Commercialisation
The Legend of Zelda: A Link to the Past / Four Swords est édité le 2 décembre 2002 en Amérique du Nord, au Japon le 14 mars 2003 sous le titre Zeruda no densetsu: Kamigami no toraifōsu to yottsu no tsurugi (ゼルダの伝説 神々のトライフォース&4つの剣) et en Europe le 28 mars de la même année,.
Le 21 février 2003, Shigeru Miyamoto a fait une apparition publique au Royaume-Uni, lors de laquelle il dédicace des produits Nintendo. À cette occasion, il donne dix exemplaires dédicacés d'A Link to the Past / Four Swords.
En 2006, The Legend of Zelda: A Link to the Past / Four Swords est réédité dans la gamme Player's Choice.
À l'occasion des 25 ans de la série The Legend of Zelda, un remake est édité en téléchargement gratuit sous le titre The Legend of Zelda: Four Swords Anniversary Edition, sur le DSiWare de la Nintendo DSi et DSi XL et sur l'eShop de la Nintendo 3DS entre le 28 septembre 2011 et le 20 février 2012, aux États-Unis, en Europe et au Japon sous le titre Zeruda no Densetsu: Yottsu no tsurugi 25 shuunen kinen edishon (ゼルダの伝説 4つの剣 25周年記念エディション). À l'occasion de la sortie d'A Link to the Past sur la console virtuelle de la Wii U américaine, le jeu est réédité gratuitement uniquement aux États-Unis sur l'eShop de la Nintendo 3DS et sur le DSiWare de la Nintendo DSi et DSi XL entre le 30 janvier et le 2 février 2014,.

## Accueil

### Critiques générales
The Legend of Zelda: A Link to the Past / Four Swords est très bien accueilli par la presse spécialisée, qui apprécie la conversion d'un jeu historique, mais aussi le nouveau module multijoueur faisant la part belle entre coopération et compétition dans l'univers d'Hyrule. Fin 2017, il obtient une moyenne de notes de 91,74 % sur GameRankings avec 39 critiques et 95 % sur Metacritic avec 30 critiques.
Joypad révère A Link to the Past, et le juge comme l'un des meilleurs jeux de la série, « raison pour laquelle il mérite amplement d'être redécouvert ». C'est un avis que partagent tous médias, justifiant l'achat de la cartouche par son statut, le rappelant comme le meilleur jeu de la série The Legend of Zelda, de la Super Nintendo, de l'ère des 16 bits ou le meilleur jeu d'action-aventure de l'époque,,,,,,,,,. GameSpy le qualifie de « petit bijou à part entière ».
Selon Gamekult, l'intérêt du jeu est relevé par Four Swords, qui augmente la durée de vie de la cartouche. Selon Jeuxvideo.com, A Link to the Past / Four Swords offre des possibilités de jeu immenses et une durée de vie aussi importante, ce que confirme GameSpy. Eurogamer juge un peu étrange l'alternance entre les deux jeux et leurs visuels différents, mais considère que chacun d'entre-eux est une motivation pour jouer à l'autre.
Jeuxvideo.com propose de relativiser l'achat, si le joueur ne compte pas utiliser le mode multijoueur, d'autant plus que cette fonctionnalité nécessite la possession de plusieurs Game Boy Advance et câbles link. Pourtant, Gamekult considère que Four Swords « pourrait être vendu tout seul sans que personne ne crie au scandale ». Pour IGN, il est dommage que Nintendo n'ait pas fait de Four Swords un jeu complet et unique sur la cartouche, mais estime que la qualité de l'ensemble va profiter à sa commercialisation.
GamesTM est « fatigué » par les nombreux portages des jeux Super Nintendo sur Game Boy Advance et exprime ses inquiétudes pour l'état de santé du marché de la machine si Nintendo continue cette politique commerciale. Jeuxvideo.com regrette qu'A Link to the Past ne soit qu'un portage pur, sans réelle amélioration. C'est un point que relève Joypad tout en le pondérant, car « heureusement », la cartouche propose un second jeu. Pour GamePro, cette sortie n'a pas la même aura que Metroid: Fusion ou Castlevania: Harmony of Dissonance, mais reste une réédition importante. GameSpy y voit « un autre jeu Zelda exceptionnel ». IGN comme Eurogamer le considèrent comme l'un des meilleurs jeux de la portable à l'époque de la sortie,.

### Critiques d'A Link to the Past
Selon GamesTM, la jouabilité d'A Link to the Past est aussi bonne que dans l'original, cependant la configuration des boutons inhérente à la plate-forme est « moins fonctionnelle ». Jeuxvideo.com considère que la jouabilité est impeccable et que le système de progression est toujours aussi efficace. Selon Gamekult, le jeu « supporte avec insolence le poids des années » et domine largement les productions de l'époque. GameSpy considère le gameplay comme « intemporel ». En la matière, IGN le considère toujours lors de la sortie du jeu, comme l'un des jeux d'action-aventure les mieux réalisés.
Joypad juge que la réalisation d'A Link to the Past « n'a pas pris une ride ». Le magazine estime que les ralentissements de l'original ont disparu. Pour Computer and Video Games, c'est dommage que Nintendo n'ait pas réactualisé les visuels du jeu, à l'instar de ceux de Four Swords. Game Informer remarque que le portage est très fidèle, mais juge les graphismes un peu fades et datés. GameSpy voit des graphismes très nets, mais ayant vieilli, « n'étant pas à la hauteur des productions de l'époque ». IGN remarque également « ces graphismes ayant pris de l'âge », même si la fidélité du portage « peut plaire aux puristes ».
Pour Jeuxvideo.com, les thèmes musicaux sont mélodieux et devenus cultes. GameSpy juge la conversion sonore identique à l'original. GameSpot estime que les voix et les cris ajoutés peuvent gêner certains joueurs, tout en estimant que c'est un problème mineur. IGN et Eurogamer partagent également cet avis,.

### Critiques deFour Swords
Gamekult est « très agréablement [surpris par la] qualité » de l'aventure multijoueur intitulée Four Swords. GamesTM apprécie ce module multijoueur, mais juge sa durée de vie très réduite comme une déception. Selon GameSpot, le rapport entre compétition et coopération est équivalent. Gamekult relève la convivialité apportée par ce module multijoueur. Jeuxvideo.com « ne peut que s’enthousiasmer » de la complémentarité nécessaire avec les autres joueurs pour résoudre certaines énigmes et estime que cela ne nuit en rien à la coopération.
Pour Gamekult, Four Swords est visuellement convaincant et supérieur à l'aventure solo. IGN note des ralentissements de l'affichage lorsque le nombre de rubis à l'écran est important, mais pondère ce problème si ce genre d'inconvénient survient durant une phase de jeu peu intense, de plus dans un jeu à quatre joueurs.
Computer and Video Games regrette de ne pas pouvoir jouer cette quête en solo, mais la qualifie de « superbe ». Joypad, qualifie le module de « jouissif », mais considère la nécessité de posséder quatre jeux pour jouer à plusieurs comme un point négatif. Jeuxvideo.com rappelle que le jeu nécessite la possession de plusieurs Game Boy Advance et câbles link. Eurogamer et Game Informer rajoutent que trouver trois joueurs ayant le jeu est « une tâche ardue »,.
Selon IGN, tous les aspects du jeu sont superbement réalisés. Pour Eurogamer, Four Swords est une création remarquable. IGN le désigne comme l'un des meilleurs jeux Zelda créés. Selon le site, le jeu va définir ce que doit être la liaison entre Game Boy Advance. GameSpy le qualifie de « meilleur jeu multijoueur sur le marché » (en 2002).

### Ventes
Fin 2016, The Legend of Zelda: A Link to the Past / Four Swords, version dématérialisée comprise, s'est écoulé à 2,82 millions d'unités à travers le monde. En comparaison avec les rééditions des autres titres de la série, c'est un peu plus que Link's Awakening DX sur Game Boy Color et The Wind Waker HD sur Wii U, qui totalisent respectivement 2,22 millions et 2,11 millions d'unités écoulées et presque aussi bien que Majora's Mask 3D sur Nintendo 3DS et 2DS qui obtient 2,84 millions de copies vendues. De son côté, la réédition Ocarina of Time 3D culmine beaucoup plus haut avec 4,79 millions de jeux ayant trouvé preneurs.

## Postérité

### Distinctions
The Legend of Zelda: A Link to the Past / Four Swords est désigné Game of the Year sur Game Boy Advance par GameSpy en 2002. Lors de l'E3 2002, IGN lui décerne la seconde place pour l'award du meilleur jeu portable du salon, derrière Metroid: Fusion. Le site le désigne cependant meilleur jeu Game Boy Advance multijoueur de l'année 2002. GameSpot le désigne meilleure conversion d'un jeu 16 bits de l'année. En 2007, IGN le place au 3e rang de son top 25 des meilleurs jeux Game Boy Advance.

### Remake:Four Swords Anniversary Edition

#### Généralités et spécificités

Logo de The Legend of Zelda: Four Swords Anniversary Edition

The Legend of Zelda: Four Swords Anniversary Edition (ou simplement Four Swords Anniversary Edition) est un jeu d'action-aventure uniquement jouable en multijoueur en réseau local développé par Grezzo et édité par Nintendo en téléchargement gratuit sur le DSiWare de la Nintendo DSi et DSi XL et sur l'eShop de la Nintendo 3DS entre le 28 septembre 2011 et le 20 février 2012, aux États-Unis, en Europe et au Japon sous le titre Zeruda no Densetsu: Yottsu no tsurugi 25 shuunen kinen edishon (ゼルダの伝説 4つの剣 25周年記念エディション). À l'occasion de la sortie d'A Link to the Past sur la console virtuelle de la Wii U américaine, le jeu est réédité uniquement aux États-Unis sur l'eShop de la Nintendo 3DS et sur le DSiWare de la Nintendo DSi et DSi XL entre le 30 janvier et le 2 février 2014,. Cette adaptation du jeu Four Swords est une réédition anniversaire, annoncée par Nintendo lors de l'E3 2011, à l'occasion de la célébration des 25 ans de la série The Legend of Zelda.
Four Swords Anniversary Edition est un remake de Four Swords réalisé par Grezzo, le studio qui a déjà porté en juin 2011 le jeu The Legend of Zelda: Ocarina of Time en trois dimensions, sur la Nintendo 3DS. Il reprend donc le même système de jeu et sa vue de dessus. Le jeu possède un mode solo dans lequel le joueur peut contrôler simultanément deux Link, à l'instar du mode solo de Four Swords Adventures, et un mode multijoueur local dans lequel deux à quatre joueurs peuvent s'allier pour terminer l'aventure. Durant l'aventure solo, il est possible de changer de Link en cours de jeu par l'intermédiaire d'un bouton. Il est possible de laisser temporairement le deuxième Link pour exécuter certaines tâches, puis d'appeler et de le faire venir au moyen d'un siffle, ayant éventuellement été laissé au loin. Quand certains ennemis ou phases de jeu exigent l'intervention de plusieurs personnages à la fois, l'intelligence artificielle prend le contrôle du second personnage. Chaque niveau est basé sur un thème (la forêt, la glace...) et le jeu intègre de nouveaux ennemis,,. Les graphismes sont équivalents à ceux de The Wind Waker et The Minish Cap. Cette réédition permet la connexion entre les consoles grâce au Wi-Fi.
Four Swords Anniversary Edition propose un nouveau niveau appelé royaume des souvenirs, comportant plusieurs sous-niveaux inédits, reprenant le rendu graphique du premier jeu de la série sur NES The Legend of Zelda, mais aussi de Link's Awakening sur Game Boy et de A Link to the Past sur Super Nintendo. Le jeu intègre également un autre niveau appelé l'épreuve du héros comportant trois sous-niveaux et sont les niveaux de Four Swords remaniés,. Ces deux niveaux déblocables dans le jeu, permettent aux joueurs d'obtenir respectivement l'épée de Légende et l'attaque tourbillon.
En 2011 aux États-Unis, un spot publicitaire dans lequel jouent Robin Williams et sa fille Zelda, prénommée ainsi en l'honneur de la saga, assure la promotion du jeu Four Swords Anniversary Edition à la télévision.

#### Critiques deFour Swords Anniversary Edition
GamesRadar+ teste Four Swords Anniversary Edition une semaine avant sa sortie et connait une belle expérience de jeu. Dans cette preview, le site se demande si un jeu de cette qualité « va vraiment être proposé gratuitement ». Lors de sa sortie, le jeu obtient un bon accueil, et reste apprécié par la presse spécialisée malgré quelques critiques. Fin 2017, il obtient une moyenne de notes de 86,75 % sur GameRankings avec 10 critiques et 85 % sur Metacritic avec 13 critiques.
Pour NintendoLife, le système de jeu offre une expérience agréable. Le site juge certaines phases de jeu un peu lourdes, notamment quand les boss nécessitent l'intervention d'un personnage en particulier. Pour NintendoLife, le jeu offre une bonne rejouabilité. Pour NintendoLife, le level design et les contrôles sont intuitifs, notamment en solo. L'équilibre entre coopération et rivalité est idéal selon IGN. NintendoLife juge le jeu, ses menus et interface, extrêmement bien réalisés. Selon IGN, la facilité de la connexion rend obsolète les précédentes versions de la série de jeux sur l'épée de Quatre, compliquées à relier. IGN estime que le jeu a beaucoup moins de barrière, ne nécessitant pas l'achat d'une cartouche par joueur ni la possession du câble pour relier les consoles.
Official Nintendo Magazine estime que les graphismes sont équivalents à ceux de The Wind Waker et The Minish Cap. IGN juge les graphismes un peu datés en 2011. IGN juge la bande-son de Four Swords « préservée ». NintendoLife note que la musique peut parfois être désynchronisées entre les différents joueurs. NintendoLife considère la bande-son comme excellente.
Selon Official Nintendo Magazine, les niveaux du royaume des souvenirs sont « absolument brillamment réalisés ». Official Nintendo Magazine remarque que dans ces niveaux, les ennemis sont plus nombreux et les moyens de régénérer sa vie moins présents, rendant cette partie beaucoup plus difficile. Official Nintendo Magazine regrette qu'aucun boss n'ait été inclus dans ces niveaux. NintendoLife les qualifie de « délice particulier ».
Concernant les griefs fait au mode solo, Official Nintendo Magazine, considère que le jeu est meilleur en multijoueur. Le site estime que l'aventure en solo enlève de l'intérêt à un des mécanismes du gameplay qu'est la collecte des rubis en compétition avec les autres joueurs. NintendoLife indique qu'il est possible que le deuxième personnage puisse rester coincé, mais juge cet aléa comme un problème mineur. La durée d'un niveau est de quelques minutes, donc le refaire n'est pas un problème pour le site. IGN juge le mode solo moins fun à jouer. Selon le site, les niveaux semblent vides et certaines situations liées à la gestion du second personnage sont souvent difficiles. Le site rajoute que le mode solo est une mauvaise idée, ce qui est confirmé lorsque l'intelligence artificielle prend le contrôle du second personnage pour effectuer certaines tâches sinon impossibles. Concernant les reproches faits au jeu dans son ensemble, Gamekult estime que le défilement atypique des messages au ralenti nuit au déroulement de l'aventure, moins « riche » et moins « prenante » « qu'un vrai Zelda ». Gamekult relève que le jeu est multijoueur, mais seulement en réseau local. NintendoLife remarque un peu de lag passager pouvant intervenir durant les parties en multijoueur. Pour Official Nintendo Magazine, Four Swords Anniversary Edition est l'un des jeux les plus courts de la franchise. NintendoLife relève également cet aspect en confirmant que la quête se termine en deux à trois heures.
Gamekult juge cette réédition comme un jeu globalement « amusant, bien conçu, joli » et insiste sur la gratuité du jeu. Selon Official Nintendo Magazine, le jeu mérite d'être joué, notamment pour le niveau royaume des souvenirs et est essentiel à tout fan de la série. IGN qualifie Four Swords Anniversary Edition de meilleur jeu multijoueur créé par Nintendo.

### Influence et série
The Legend of Zelda: A Link to the Past / Four Swords est le premier jeu de la série Zelda à proposer un jeu en multijoueur. Si Nintendo a déjà transposé ses licences les plus fortes en multijoueur, c'est dans des jeux possédant un gameplay complètement différent de celui pour lequel ils sont devenus célèbres. Depuis très longtemps, il est ainsi possible de jouer en multijoueur à Mario, faisant du kart ou du tennis, mais c'est réellement dans Four Swords que Nintendo transpose le gameplay d'une de ses plus fortes franchises en multijoueur. Il faudra par la suite attendre New Super Mario Bros. sur Nintendo DS en 2006 pour voir une véritable adaptation du système de jeu de Mario. Four Swords est aussi le premier jeu dans lequel Link peut rétrécir grâce au chapeau de nabot.
Dès son développement, Four Swords est considéré comme influençant de futurs jeux. C'est le premier opus d'une trilogie de jeux multijoueurs, mettant en scène l'antagoniste Vaati et l'épée de Quatre, suivi par Four Swords Adventures en mars 2004 et The Minish Cap en novembre 2004. Fort du succès obtenu par la création de Four Swords, Nintendo édite une suite sur GameCube, intitulée The Legend of Zelda: Four Swords Adventures. Four Swords sert même de base au jeu, avec finalement un scénario et un gameplay sensiblement identiques. The Legend of Zelda: The Minish Cap est le dernier jeu abordant l'histoire de l'épée de Quatre. Ce jeu met en lumière les évènements se déroulant avant ceux de Four Swords. Un quatrième jeu est annoncé en 2004 sur Nintendo DS, intitulé The Legend of Zelda: Four Swords DS. Cependant, Nintendo, sur proposition d'Eiji Aonuma, décide d'arrêter le développement de jeux sur ce concept, laissant place à la création de Phantom Hourglass.
En 2003, parait The Legend of Zelda: Collector's Edition, une compilation inclut dans un pack avec la console GameCube, ou suivant la région, disponible contre l'achat de deux jeux, l'inscription au Club Nintendo, ou sur le site officiel Nintendo. Elle regroupe tous les jeux de la série The Legend of Zelda sortis sur console jusqu'à cette époque, notamment The Legend of Zelda (NES), Zelda II: The Adventure of Link (NES), Ocarina of Time (Nintendo 64), Majora's Mask (Nintendo 64), et une démo de The Wind Waker (GameCube) dont la sortie est alors prévue quelques mois après. A Link to the Past est la seule omission majeure de la compilation, en raison de la parution d'A Link to the Past / Four Swords à partir de fin 2002 puis début 2003, quasiment au même moment que celle de la compilation,.

### Adaptation
En 2009, The Legend of Zelda: A Link to the Past / Four Swords est adapté en manga par le duo Akira Himekawa. Ce volume unique centré sur A Link to the Past est publié en France par la maison d'édition Soleil Productions (collection Soleil Manga).

### Manuel du jeu
1. 1 2 3  Nintendo  2002, Actions - Items - Additional Information, p. 40-45.
2. ↑  Nintendo  2002, Game Rules, p. 35.

### Citation du jeu
1. 1 2 3 4 5 6 7  Capcom (Flagship). The Legend of Zelda: A Link to the Past / Four Swords (Game Boy Advance). Nintendo. 2002.
2. ↑  Capcom (Flagship). The Legend of Zelda: A Link to the Past / Four Swords (Game Boy Advance). Nintendo. 2002. Niveau/zone : Écran de sélection.
3. ↑  Capcom (Flagship). The Legend of Zelda: A Link to the Past / Four Swords (Game Boy Advance). Nintendo. 2002. Niveau/zone : Générique de fin.

### Ressources bibliographiques
1. ↑  Nicolas Courcier  et Mehdi El Kanafi  2013, BS Zelda : Link en orbite, p. 171-172.
2. ↑  Eiji Aonuma  et  Akira Himekawa  2013, Chronologie d'Hyrule, terre des Dieux…, p. 69.
3. 1 2 3 4 5 6 7 8  Eiji Aonuma   Akira Himekawa, Chronologie d'Hyrule, terre des Dieux… L'ère de la force - Four Swords, p. 82-83.
4. 1 2 3 4 5  Nicolas Courcier  et Mehdi El Kanafi  2013, Chapitre X: Four Swords - Four Swords Adventures, p. 113-116.
5. ↑  Oscar Lemaire  2017, XVI : Le Zelda Conflictuel - Le Travail de finition, quinze ans plus tard, p. 121-124.
6. ↑  Nicolas Courcier  et Mehdi El Kanafi  2013, Chapitre IX: The Minish Cap - La Naissance d'une trilogie, p. 111.
7. ↑  Eiji Aonuma  et  Akira Himekawa  2013, Chronologie d'Hyrule, The Minish Cap, p. 78-81.

### Ressources externes
1. 1 2 3  (en) Brendan Sinclair, « Capcom scuttles Flagship », sur GameSpot, 18 mai 2007.
2. 1 2  (en) Craig Harris, « Link to the Past », sur IGN, 2 dévembre 2002.
3. 1 2 3  « The Legend of Zelda: A Link to the Past / Four Swords », sur Gamekult.
4. 1 2 3  (en) Ben Gilbert, « PSA: Four Swords Anniversary Edition out now worldwide », sur Engadget, 28 septembre 2011.
5. 1 2 3 4 5  (en) Jose Otero, « Zelda: Four Swords Anniversary Edition Back on eShop, Free until Feb 2 », sur IGN, 30 janvier 2014.
6. ↑  « Nintendo Direct 6.18.2024 – Nintendo Switch », sur YouTube
7. 1 2 3 4 5 6 7 8 9  Romendil, « Aperçu : The Legend of Zelda: A Link to the Past », sur Jeuxvideo.com, 14 janvier 2003.
8. 1 2 3 4 5  « A Link to the Past / Four Swords », Consoles +, no 132,‎ avril 2003, p. 73.
9. 1 2 3 4 5 6 7 8 9 10 11 12  Trunks, « Test The Legend of Zelda: A Link to the Past », sur Gamekult, 17 mars 2003.
10. 1 2 3 4  (en) « The History of Zelda », Retro Gamer, no 51,‎ août 2008, p. 26-37.
11. 1 2 3  Romendil, « Zelda III : A Link to the Past - Super Nintendo (Zelda : Kamigami no Triforce - Super Famicom) - Dossier : Zelda », sur Jeuxvideo.com, 11 janvier 2007.
12. 1 2  « The Legend of Zelda: A Link to the Past », sur Gamekult.
13. 1 2  (en) « The Making of: Zelda - A Link to the Past », Retro Gamer, no 165,‎ 2017, p. 22-29.
14. ↑  (en) « The Legend of Zelda III », Computer and Video Games, no 123,‎ août 1992, p. 68.
15. ↑  « The Legend of Zelda: A Link to the Past », Joypad, no 13,‎ octobre 1992, p. 148.
16. ↑  « The Legend of Zelda: A Link to the Past », Player One, no 25,‎ octobre 1992, p. 50-55.
17. ↑  « The Legend of Zelda », Consoles +, no 5,‎ janvier 1992, p. 20-23.
18. ↑  « The Legend of Zelda: Part III », Joystick, no 23,‎ janvier 1992, p. 106-107.
19. ↑  (en) « Review Crew: Zelda III », Electronic Gaming Monthly, no 32,‎ mars 1992, p. 24.
20. ↑  (en) « The Legend of Zelda: A Link to the Past », GamePro, vol. 4, no 8,‎ août 1992, p. 56-58.
21. ↑  (en) Travis Fans et Lucas Thomas, « IGN Presents the History of Zelda », sur IGN, 27 août 2010, p. 2.
22. ↑  (en) Peer Schneider, « Hyrule Times Vol. 10: Legend of Zelda: A Link to the Past », sur IGN, 10 novembre 2001.
23. ↑  (en) Chris Scullion, « How A Link to the Past paved the way for the future of Zelda », sur GamesRadar+, 21 novembre 2016.
24. ↑  Rédaction, « Dossier : La musique dans la série Zelda », sur Jeuxvideo.com, 21 janvier 2013.
25. ↑  Rémi Lopez, OST : 100 Albums indispensables de jeux vidéo, Toulouse, Éditions Pix'n Love, novembre 2014, 240 p. (ISBN 978-2-918272-85-4, lire en ligne), p. 227.
26. ↑  Morgane Tual, « Des 16-bits aux concerts symphoniques, quand la musique de jeux vidéo fait salle comble », sur M - Pixels, 23 avril 2015.
27. 1 2 3 4 5 6 7 8 9 10 11 12 13 14  Romendil, « The Legend of Zelda: A Link to the Past », sur Jeuxvideo.com, 26 mars 2003.
28. ↑  (en) Dan Ryckert, « Everything A Fan Could Hope For - The Legend of Zelda: A Link Between Worlds », sur Game Informer, 14 novembre 2013.
29. ↑  (en) Keza MacDonald, « The Legend of Zelda: A Link Between Worlds Review », sur IGN, 14 novembre 2013.
30. ↑  (en) Martin Gaston, « The Legend of Zelda: A Link Between Worlds Review », sur GameSpot, 14 novembre 2013.
31. ↑  Romendil, « Test de The Legend of Zelda: A Link Between Worlds », sur Jeuxvideo.com, 14 novembre 2013.
32. ↑  boulapoire, « The Legend of Zelda: A Link Between Worlds », sur Gamekult, 14 novembre 2013.
33. ↑  (en) Lorenzo Veloria, « 10 games that we're happy blatantly ripped off Zelda », sur GamesRadar+, 15 mai 2014.
34. ↑  (en) Brian Shea, « Seven Zelda-Inspired Games You Can Play While You Wait For Breath Of The Wild », sur Game Informer, 26 janvier 2017.
35. ↑  (en) Josiah Renaudin, « Adventure Time: The Secret of the Nameless Kingdom Review », sur GameSpot, 20 novembre 2014.
36. ↑  (en) Thomas Whitehead, « Video: Learn How to Clear The Legend of Zelda: A Link to the Past in Under Two Minutes », sur NintendoLife, 2 octobre 2015.
37. ↑  (en) Ethan Gach, « Speedrunner Beats Every Boss In The Legend Of Zelda: A Link To The Past While Blindfolded », sur Kotaku, 22 janvier 2017.
38. ↑  (en) Kyle Orland, « How a robot got Super Mario 64 and Portal “running” on an SNES », sur NintendoLife, 15 janvier 2017.
39. ↑  (en) « Chronique Speed Game : The Legend of Zelda : A Link to the Past fini en 1h40 », sur Jeuxvideo.com, 21 mars 215.
40. ↑  (en) Wesley Yin-Poole, « The best bits from the wonderful Summer Games Done Quick 2015 speedrunning event », sur NintendoLife, 8 mars 2015.
41. 1 2 3 4 5 6 7 8 9 10 11 12 13 14 15 16 17 18 19 20 21  (en) Craig Harris, « Legend of Zelda: A Link to the Past », sur IGN, 3 décembre 2002.
42. 1 2 3 4 5 6 7 8  (en) « The Legend of Zelda: A Link to the Past », GamesTM, no 2,‎ janvier 2003, p. 124-125.
43. 1 2 3 4 5 6 7 8 9 10 11  (en) « The Legend of Zelda: A Link to the Past/Four Swords », Nintendo Power, no 164,‎ janvier 2003, p. 50-62.
44. 1 2 3  (en) Greg S., « The Legend of Zelda: A Link to the Past and Four Swords », sur 1UP.com, 2002.
45. 1 2 3 4 5 6 7  (en) Jeff Gerstmann, « The Legend of Zelda: A Link to the Past Review », sur GameSpot, 9 décembre 2002.
46. ↑  (en) Richard George, « The Legend of Zelda Timeline Revealed », sur IGN, 24 décembre 2011.
47. ↑  cg888, « Dossiers Zelda : La chronologie de la série - Les autres méchants », sur Jeuxvideo.com, 9 juillet 2010.
48. 1 2  (en) « The Legend of Zelda: Four Swords FULL Walkthrough », sur Prima Games.
49. 1 2 3  (en) Craig Harris, « E3 2002: First Look: Zelda GBA », sur IGN, 21 mai 2002.
50. 1 2 3 4 5 6 7  (en) Craig Harris, « E3 2002: Hands-on: Legend of Zelda GBA », sur IGN, 24 mai 2002.
51. ↑  (en) IGN staff, « Four Swords Footage », sur IGN, 3 décembre 2002.
52. ↑  (en) Peer Schneider, « Swinging the Four Swords », sur IGN, 28 août 2003.
53. 1 2 3 4 5 6 7 8  (en) IGN staff, « Legend of Zelda: Sword-to-Sword », sur IGN, 7 avril 2004.
54. 1 2 3 4 5 6 7 8 9 10 11  (en) Raymond Padilla, « The Legend of Zelda: A Link to the Past (GBA) », sur GameSpy, 15 décembre 2002, p. 1-2.
55. 1 2 3 4 5 6 7  Kendy, « Zelda: A Link to the Past / Four Swords », Joypad, no 128,‎ mars 2003, p. 112-113.
56. 1 2 3 4 5 6 7 8 9 10 11 12 13  (en) Lucas M. Thomas, « The Legend of Zelda: Four Swords Anniversary Edition Review », sur IGN, 6 octobre 2011.
57. 1 2 3 4  (en) Billy Berghammer, « A Legend Of Zelda: The Eiji Aonuma Interview », sur Game Informer, 17 mai 2004.
58. ↑  (en) IGN Staff, « Miyamoto Confirms New Zelda », sur IGN, 24 février 2003.
59. 1 2  (en) « Interview with Eiji Aonuma and Hidemaro Fujibayashi – The Legend of Zelda: The Minish Cap », Nintendo Power, no 189,‎ mars 2005, p. 73.
60. ↑  (en) Max Lake, « Preview – The Legend of Zelda: A Link to the Past + Four Swords Preview », sur Nintendo World Report, 21 mai 2002.
61. ↑  (en) IGN Staff, « Miyamoto Goes Public », sur IGN, 4 février 2003.
62. ↑  (en) Craig Harris, « Player's Choice, Round Two », sur IGN, 27 juillet 2006.
63. 1 2  Boulapoire, « The Legend of Zelda: Four Swords Anniversary Edition offert aux USA », sur Gamekult, 31 janvier 2014.
64. 1 2 3 4  (en) Johnny Minkley, « The Legend of Zelda: A Link to the Past Review », sur Computer and Video Games, 25 avril 2003.
65. 1 2 3 4  (en) Brendan Sinclair, « The Missed Link », sur Game Informer, janvier 2003.
66. 1 2 3  (en) Star Dingo, « The Legend of Zelda: A Link to the Past Review », sur GamePro, 13 décembre 2002.
67. ↑  David Le Roux, « Test - The Legend of Zelda: A Link to the Past / Four Swords », Jeux vidéo Magazine, no 30,‎ mars 2003, p. 90-91.
68. 1 2  (en) « Now Playing - The Legend of Zelda: A Link to the Past/Four Swords », Nintendo Power, no 163,‎ décembre 2002, p. 222.
69. ↑  « The Legend of Zelda », Hardcore Gamers, no 11,‎ février 2003, p. 56-57 (ISSN 1628-8866).
70. 1 2 3 4 5 6 7  (en) Tom Bramwell, « The Legend of Zelda: A Link to the Past », sur Eurogamer, 27 mars 2003.
71. ↑  (en) « The Legend of Zelda: A Link to the Past », sur Metacritic.
72. 1 2  (en) « The Legend of Zelda: A Link to the Past », sur GameRankings.
73. ↑  (en) « GameSpy's Game Boy Advance Game of the Year », sur GameSpy, 2004.
74. ↑  (en) IGN staff, « IGNpocket's Best of E3 2002 Awards », sur IGN, 29 mai 2002.
75. ↑  (en) IGN staff, « Best of 2002: Game Boy Advance Multiplayer Title », sur IGN, 14 janvier 2003.
76. ↑  (en) GameSpot staff, « Best and WOrst of 2002 », sur GameSpot, 29 mai 2002.
77. ↑  (en) Craig Harris, « Top 25 Game Boy Advance Games of All Time », sur IGN, 16 mars 2007.
78. 1 2 3 4 5 6 7 8 9 10 11 12 13 14  (en) Thomas Whitehead, « The Legend of Zelda: Four Swords Anniversary Edition », sur NintendoLife, 2 octobre 2011.
79. 1 2 3  « Des infos sur The Legend of Zelda : Four Swords », sur Jeuxvideo.com, 13 septembre 2011.
80. ↑  (en) Tom Phillips, « Zelda Four Swords DSiWare date, details: Anniversary Edition adds single-player », sur Eurogamer, 13 septembre 2011.
81. 1 2 3 4 5 6 7 8 9 10 11 12 13  (en) Thomas East, « Legend Of Zelda: Four Swords Anniversary Edition », sur Official Nintendo Magazine, 4 octobtre 2011.
82. 1 2 3 4 5 6  Boulapoire, « Test The Legend of Zelda: Four Swords Anniversary Edition », sur Gamekult, 30 septembre 2011.
83. 1 2  (en) Hollander Cooper, « The Legend of Zelda: Four Swords Anniversary Edition preview: 5 things we yelled during our co-op play », 21 septembre 2011.
84. ↑  (en) James Kozanecki, « Aussie emulation mash-up », sur Gamekult, 30 septembre 2011.
85. ↑  (en) Matthew Reynolds, « Legend of Zelda: Four Swords Anniversary Edition gets release date on DSiWare », sur Digital Spy, 13 septembre 2011.
86. ↑  (en) Tom Phillips, « Zelda Four Swords DSiWare date, details », sur Eurogamer, 13 septembre 2011.
87. ↑  (en) Tom Goulter, « New Four Swords DS commercial features the death of Robin Williams' beard », sur GamesRadar+, 5 octobre 2011.
88. 1 2  (en) « The Legend of Zelda: Four Swords Anniversary Edition », sur Metacritic.
89. ↑  (en) « The Legend of Zelda: Four Swords Anniversary Edition », sur GameRankings.
90. ↑  (en) Craig Harris, « Zelda DS Will Be Four Swords Sequel », sur IGN, 23 juillet 2004.
91. ↑  (ja) « The Legend of Zelda: Phantom Hourglass development staff interview », sur Nintendo Dream (Nindori.com), août 2007.
92. ↑  (en) IGN Staff, « True Zelda Love », sur IGN, 6 octobre 2003.
93. ↑  (en) Originals, « Pack-In Games Through The Years », sur GameZone, 6 octobre 2003.
94. ↑  (en) IGN Staff, « Legend of Zelda: Collector's Edition », sur IGN, 17 novembre 2003.
95. ↑  Akira Himekawa (trad. du japonais), The Legend of Zelda: A Link to the Past, Toulon, Soleil, 2009 (ISBN 978-2-302-00684-3).
96. ↑  « Le manga Zelda arrive en France ! », sur Jeuxvideo.com, 24 avril 2009.